# Vitis pilosonervia
Vitis pilosonervia är en vinväxtart som beskrevs av Metcalf. Vitis pilosonervia ingår i släktet vinsläktet, och familjen vinväxter. Inga underarter finns listade i Catalogue of Life.